# Comuna de Księżpol
Księżpol (polaco: Gmina Księżpol) é uma gminy (comuna) na Polónia, na voivodia de Lublin e no condado de Biłgorajski. A sede do condado é a cidade de Księżpol.
De acordo com os censos de 2006, a comuna tem 6.784 habitantes, com uma densidade 48 hab/km².

## Área
Estende-se por uma área de 141,28 km², incluindo:
- área agricola: 71%
- área florestal: 23%

## Demografia
Dados de 30 de Junho 2004:
|                      | Total   | Total | Mulheres | Mulheres | Homens  | Homens |
| -------------------- | ------- | ----- | -------- | -------- | ------- | ------ |
|                      | pessoas | %     | pessoas  | %        | pessoas | %      |
| População            | 6806    | 100   | 3394     | 49,9     | 3412    | 50,1   |
| Densidade (pop./km²) | 47,8    | 100   | 23,8     | 23,8     | 24      | 24     |

De acordo com dados de 2002, o rendimento médio per capita ascendia a 1302,56 zł.

## Subdivisões
- Borki, Budzyń, Księżpol, Markowicze, Nowy Lipowiec, Nowy Majdan, Przymiarki, Rakówka, Rogale, Stary Lipowiec, Stary Majdan, Zanie, Zawadka, Zynie.

## Comunas vizinhas
- Aleksandrów, Biłgoraj, Biszcza, Łukowa, Tarnogród